# Je te rends ton amour
Je te rends ton amour è il secondo singolo dell'album Innamoramento, della cantautrice francese Mylène Farmer, pubblicato l'8 giugno 1999.
Questa quinta traccia dell'album studio Innamoramento era ed è a oggi la canzone preferita della cantante ed una delle tracce preferite dei fan. Il singolo è stato accompagnato da un video che presso il grande pubblico è praticamente sconosciuto ma che per i fan è un vero capolavoro: nel video infatti Mylène Farmer interpreta una donna non vedente che si reca presso un'abbazia dove avrà rapporti spinti con Satana. Il che non scandalizza nessuno se il video sia stato censurato pochi giorni dopo l'uscita(seconda censura dopo Beyond my control del 1992). Il videoclip sarà comunque venduto in formato VHS e le vendite saranno devolute alla ricerca contro l'AIDS.
In totale il singolo venderà circa 160 000 copie arrivando soltanto alla decima posizione della classifica dei singoli francesi. È stato portato sul palco durante il Mylènium Tour del 1999, la tournée del 2009 e la serie di concerti alla Paris La Défense Arena del 2019.

## Versioni ufficiali
1. Je te rends ton amour (Album & Single Version) (5:05)
2. Je te rends ton amour (Single Version CD Promo)(4'52)
3. Je te rends ton amour (Redemption - Perky Park Club Mix) (6:35)
4. Je te rends ton amour (Illumination - Perky Park Dub Mix) (6:32)
5. Je te rends ton amour (Version Live 00) (5:15)
6. Je te rends ton amour (Version Live 09) (5:28)